# Toury (Niégo)
Pour les articles homonymes, voir Toury.
Toury est un village du département et la commune rurale de Niégo, situé dans la province de l’Ioba et la région du Sud-Ouest au Burkina Faso.

## Géographie

### Démographie
- En 2006, le village comptait 889 habitants recensés, dont 51 % de femmes[1].